# Кварелцкали
Кварелцкали (груз. ყვარელწყალი) — селение в Ахметском муниципалитете, Кахетия, Грузия.